# Park City (Utah)

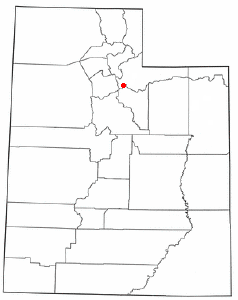
Localização de Park City, Utah

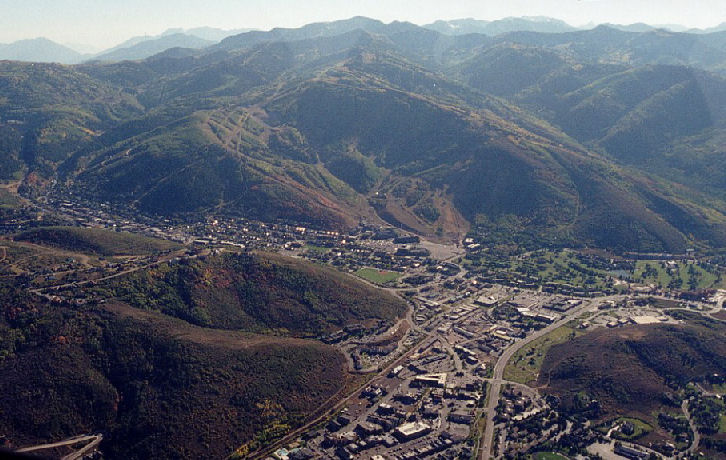
Park City em 2006

Park City é uma cidade localizada nos condados de Summit e Wasatch, no estado americano de Utah. É, juntamente com Moab, a maior cidade-resort de todo o estado de Utah. Park City é considerada como parte da área metropolitana de Salt Lake City, sendo que a distância até lá é de 32 milhas (48 quilómetros). De acordo com o censo de 2000, a população foi estimada em 7.371. No entanto, a população de turistas excede muito além dos habitantes fixos.
Após a população da cidade baixar com a parada da atividade de mineração, o turismo tornou-se a principal fonte de renda de Park City. Ela contém duas grandes estações de esqui: Park City e Deer Valley. O Deer Valley foi utilizado durante os Jogos Olímpicos de Inverno de 2002 para eventos de esqui e snowboarding. Park City é a sede do Festival de Cinema de Sundance, realizado anualmente em janeiro.

## Cidades-irmãs
- Courchevel